# Castello di Vidor
Il castello di Vidor era una fortezza medievale costruita presso la cittadina di Vidor, in provincia di Treviso. Fu costruito in una posizione strategica, utile per controllare un porto fluviale sul vicino Piave.

## Storia
Ospitò grandi personalità, come quelle che nel 1228 trattarono la pace tra Treviso e Belluno. Fu acquistato, in seguito, assieme ad altre proprietà da Ezzelino da Romano. Nel 1276 il castello passò al comune di Treviso. Fu quindi al centro di numerose dispute tra le maggiori famiglie della Marca: fu occupato da Guecello VII da Camino, per poi passare a Cangrande della Scala. Assieme al castello di Montebelluna, fu quindi assegnato al nobiliare tirolese Enrico da Rottenburg per poi passare alla Serenissima.
Fu distrutto nel 1510 durante la guerra della Lega di Cambrai.
Per ricordare i caduti delle guerre mondiali, nel luogo ove un tempo sorgeva il castello è stata costruita una chiesa-monumento.

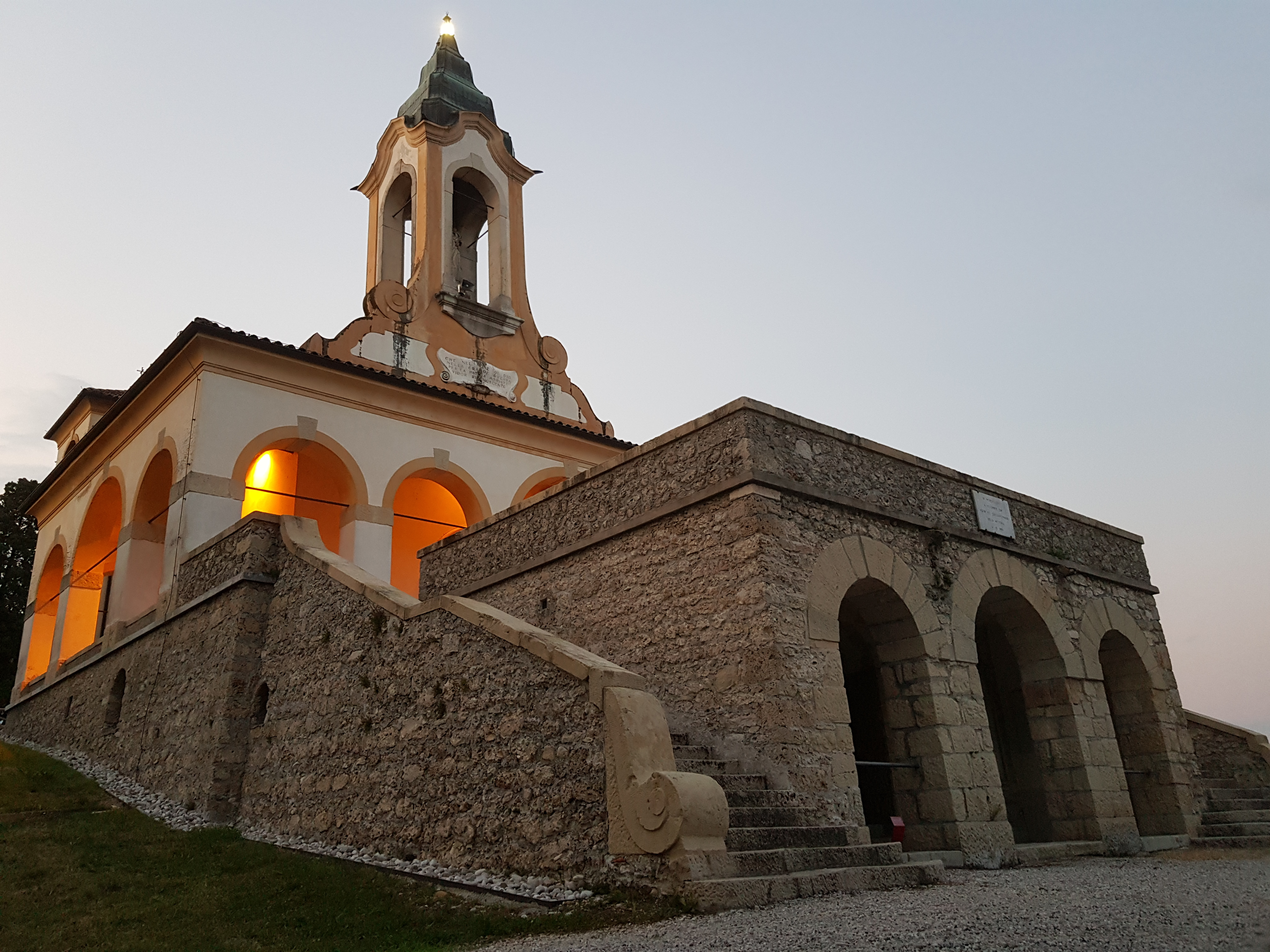
Veduta della facciata del Castello

## Descrizione
L'area del castello è raggiungibile tramite un sentiero, che parte dal centro di Vidor, costeggiato da una via crucis. L'attuale complesso del castello, realizzato nel 1925 sul sito del preesistente castello medievale, è opera dell'architetto veneziano Brenno Del Giudice. Il complesso è composto dal Tempio della Beata Vergine Addolorata, preceduta da un porticato e da un grande terrazzo, che si trova nella parte superiore del castello. Inoltre sulla facciata del Tempio, all'interno della torre più alta, si può ammirare la statua della Vittoria Alata, opera dello scultore veneziano Martinuzzi. Il tempio è inoltre dotato di due piccoli campanili contenenti tre campane.
Nella parte semiinterrata dell’edificio si trova il monumento-ossario contenente i resti di alcuni soldati, vidoresi e non, caduti durante le guerre. Nella parte inferiore si trova inoltre, un piccolo museo che contiene reperti bellici, fotografie e i nomi dei soldati di Vidor morti per la patria. Nella parte esterna del monumento sono esposti diversi cannoni utilizzati durante la Grande Guerra.